# Camponotus bayeri
Camponotus bayeri é uma espécie de inseto do gênero Camponotus, pertencente à família Formicidae.